# Xylobium
Xylobium es un género con 31 especies de orquídeas nativas de la América tropical.

## Características
Son orquídeas epífitas, raramente litófitas o terrestres que se encuentran desde México a Brasil incluyendo las Indias occidentales que pueden crecer con la misma cultura que el género Lycaste. El género se caracteriza por tener pseudobulbo alargado que culminan en tres hojas terminales. La inflorescencia es basal y tiene pocos o muchos racimos de flores de tamaño medio, con los pétalos y sépalos de igual tamaño y un labelo tri-lobulado y una cilíndrica columna sin alas junto la prominente base. Tiene cuatro polinias.

## Etimología
Su nombre genérico se refiere del griego xylon (árbol) y bios (vida), por ser epífitas muchas de las plantas

## Especies deXylobium
- Xylobium aurantiacum Schltr. (1918)
- Xylobium bractescens (Lindl.) Kraenzl. (1908)
- Xylobium buchtienianum Kraenzl., (1908)
- Xylobium chapadense (Barb.Rodr.) Cogn. (1898)
- Xylobium coelia (Rchb.f. & Warsz.) Rolfe(1912)
- Xylobium colleyi (Bateman ex Lindl.) Rolfe (1890)
- Xylobium corrugatum (Lindl.) Rolfe (1889)
- Xylobium cylindrobulbon (Regel) Schltr. (1918)
- Xylobium dusenii Kraenzl. (1911)
- Xylobium elatum Rolfe (1913)
- Xylobium elongatum (Lindl. & Paxton) Hemsl. (1884)
- Xylobium flavescens Schltr.3 (1913)
- Xylobium foveatum (Lindl.) G. Nicholson (1887)
- Xylobium hyacinthinum (Rchb.f.) Gentil (1907)
- Xylobium hypocritum (Rchb.f.) Rolfe (1912)
- Xylobium leontoglossum (Rchb.f.) Benth. ex Rolfe (1889)
- Xylobium miliaceum (Rchb.f.) Rolfe (1912)
- Xylobium modestum Schltr. (1924)
- Xylobium ornatum (Klotzsch) Rolfe (1912)
- Xylobium pallidiflorum (Hook.) G. Nicholson (1887)
- Xylobium serratum D.E. Benn. & Christenson (2001)
- Xylobium squalens (Lindl.) Lindl. (1825)
- Xylobium stanhopeifolium Schltr. (1924)
- Xylobium subintegrum  C. Schweinf. (1944)
- Xylobium subpulchrum Dressler (2000)
- Xylobium sulfurinum (Lem.) Schltr. (1918)
- Xylobium truxillense (Rchb.f.) Rolfe (1912)
- Xylobium undulatum (Ruiz & Pav.) Rolfe (1912)
- Xylobium varicosum (Rchb.f.) Rolfe (1895)
- Xylobium variegatum (Ruiz & Pav.) Garay & Dunst. (1961) - Typus Species
- Xylobium zarumense Dodson(1980)

## Sinonimia
- Onkeripus Raf. (1838)
- Colax Lindl. ex Spreng. 1826;
- Maxillaria Sección Xylobium Lindl. 1832[2]